# Fijnaart en Heijningen
Fijnaart en Heijningen is een voormalige gemeente in de provincie Noord-Brabant. De gemeente bestond uit de dorpen Fijnaart (hoofdplaats) en Heijningen, en de buurtschappen Oudemolen, Nieuwemolen en Zwingelspaan.

## Geschiedenis
Van de geschiedenis van het gebied voor 1421 is niets bekend, omdat de Sint-Elisabethsvloed alle sporen van menselijke activiteiten heeft uitgewist. Vanaf 1458 behoorde het gebied aan de heren van Bergen op Zoom. Vanaf 1549 is er sprake van een schepenbank. Heijningen had vanaf 1615 een eigen schepenbank; de schout van Heijningen bekleedde die functie ook voor Fijnaart en ook maakte men gebruik van dezelfde faciliteiten. Op 7 november 1810 werden de beide jurisdicties samengevoegd tot de gemeente Fijnaart en Heijningen. In 1813 werden ze weer voor korte tijd gescheiden, om op 4 januari 1815 opnieuw samengevoegd te worden.
In 1997 werd in het kader van de gemeentelijke herindeling van Noord-Brabant de gemeente opgeheven en samen met Klundert, Standdaarbuiten, Willemstad en Zevenbergen ingedeeld in de nieuwe gemeente Zevenbergen. Later veranderde de naam van deze gemeente in Moerdijk.